# Сафа Ґерай (кримський хан)
Са́фа Гера́й (1637 — 1703) — кримський хан (1691-1692). Представник кримськотатарського дому Ґераїв з монгольської династрії Чингізидів. Наступник Саадета III Ґерая, попередник Селіма I Ґерая. Син Сафи Ґерая, онук Селямета I Ґерая.
Був нуреддином в перше правління Селіма I Ґерая.
Зійшовши на кримський трон, повівся негідно, почавши відкрито збагачуватися, зокрема шляхом здирництва. Принизив гідність монарха тим, що зайнявся торгівлею милом і рибою, а також особисто узяв податки на відкуп. Крім всього, став п'янствувати, через що втратив всяку повагу в народі. Настроїв проти себе знать, яка твердо вирішила вимагати зміни хана.
Коли султан запросив Сафу Ґерая в австрійський похід, беї відмовилися супроводжувати правителя, що зневажався ними, і залишки військ покинули його дорогою до Австрії, на Дунаї. Кримські татари звернулися до султана, вимагаючи змістити хана і призначити на його місце популярного в країні Селіма I Ґерая. Це прохання було задоволене. Сафа Ґерай поселився на о. Родос, де продовжив торгувати. 